# Catoxyethira kourinioni
Catoxyethira kourinioni is een schietmot uit de familie Hydroptilidae. De soort komt voor in het Afrotropisch gebied.